# Nun danket alle Gott
Ne doit pas être confondu avec Nun danket alle Gott (choral).
Nun danket alle Gott (Maintenant, rendons tous grâces à Dieu), (BWV 192), est une cantate de Jean-Sébastien Bach composée à Leipzig en 1730.

## Histoire et livret
La BWV 192 est une cantate chorale, probablement donnée pour la première fois à la fin de l'année 1730, mais la date exacte (31 octobre ?) et l'occasion sont inconnues,. Cette cantate festive aurait été composée pour l'anniversaire de la Réforme ou pour un mariage. La partition originale a disparu. La partie de ténor, perdue, a été reconstruite par le compositeur Günter Raphael.
Le texte est celui d'un choral de Martin Rinckart de 1636.

## Structure et instrumentation
La cantate est écrite pour deux flûtes traversières, deux hautbois, deux violons, alto, basse continue, deux voix solistes (soprano et basse) et un chœur à quatre voix.
Il y a trois mouvements :
1. chœur : Nun danket alle Gott
2. duo : "Der ewig Reiche Gott", pour soprano et basse
3. choral : Lob, Ehr und Preis sei Gott

## Musique
La cantate commence avec une fantaisie chorale. Exceptionnellement, la ritournelle n'est pas suivie par la mélodie du choral mais par un dialogue à quatre voix. La première phrase du choral apparaît dans la voix de soprano sur contrepoint imitatif dans les voix graves et des accords staccato dans l'accompagnement.
L'air de duo est introduit par une ritournelle « avec un double hiatus suggestif de pudeur ou de modestie ». Le mouvement est structurellement comme une aria da capo mais à laquelle manque une section centrale contrastante.
L’œuvre se termine avec une autre fantaisie chorale avec une « joyeuse mélodie de gigue ». Elle est en forme de ritournelle, avec la soprano portant la mélodie du choral. Comme dans le premier mouvement, les voix basses chantent des lignes imitatives.

## Enregistrements
- Amsterdam Baroque Orchestra, Ton Koopman. J.S. Bach: Complete Cantatas Vol. 20. Antoine Marchand, 2002.
- Bach Collegium Japan, Masaaki Suzuki. J.S. Bach: Cantatas Vol. 51. BIS, 2011.
- Frankfurter Kantorei / Bach-Collegium Stuttgart, Helmuth Rilling. Die Bach Kantate Vol. 12. Hänssler Classic, 1974.
- Holland Boys Choir / Netherlands Bach Collegium, Pieter Jan Leusink. Bach Edition Vol. 12. Brilliant Classics, 1999.
- Monteverdi Choir / English Baroque Soloists, John Eliot Gardiner. Bach Cantatas Vol. 10. Soli Deo Gloria, 2000.